# Colonii ilegale de refugiați în Atena
Coloniile ilegale pentru refugiați din Atena au existat din 2015, de la apogeul crizei migranților din Europa. Grecia a fost constant o destinație pentru migranții care caută refugiu pe continentul european prin „Ruta Balcanică”. Coaliții de grupuri de solidaritate și migranți au înființat așezări ilegale în toată Atena (în mare parte în Exarcheia) pentru a găzdui refugiații, ca alternativă la soluțiile oferite de Uniunea Europeană și ONG-uri. Coloniile erau grupate  în cadrul Coordonării  Așezărilor Ilegale de Refugiați. Cele mai cunoscute sunt colonia numită Școala 5 și colonia City Plaza.

## Context
După Criza financiară din 2008, criza datoriilor guvernamentale grecești a determinat Comisia Europeană, Banca Centrală Europeană și Fondul Monetar Internațional să impună politici de austeritate sub forma a trei memorandumuri distincte, în ciuda protestelor publice. Sărăcia și șomajul pe scară largă au dus la condiții politice instabile, iar procente ridicate de locuințe și vitrine comerciale au rămas neocupate. Apărând ca o alternativă și o critică a politicilor și practicilor UE, activiștii din Grecia au explorat soluții alternative la criza sărăciei cu care se confruntă cetățenii greci și au stabilit rețele de solidaritate în cadrul mișcării de extremă stânga.
Reprezentând un aflux fără precedent, peste un milion de migranți au intrat în Grecia solicitând azil în Uniunea Europeană între 2015 și 2016, atingând punctul culminant odată cu sosirea a peste 200.000 de refugiați în octombrie 2015. Factorii care au contribuit la acest fenomen includ escaladarea războiului civil sirian și închiderea ulterioară a frontierelor iordaniene și turcești cu Siria. Statele membre ale UE au adoptat o varietate de răspunsuri politice. Statele balcanice nu au putut controla migrația prin mecanisme administrative, optând pentru deschiderea unei rute mai adânci în Europa. În august 2015, cancelarul german Angela Merkel a deschis granița germană pentru solicitanții de azil, renunțând în mod voluntar la Regulamentul Dublin.Atacurile de la Paris din 2015 au polarizat și mai mult pozițiile statelor membre cu privire la situația refugiaților. Guvernul grec nu avea capacitatea de a procesa migranții care soseau și, sub presiunea Comisiei Europene, ministrul grec al Apărării, Panos Kammenos, a permis Frontex să asiste la gestionarea frontierelor și a înființat „puncte fierbinți” pentru procesarea refugiaților. S-a considerat că această abordare oferă siguranță populațiilor locale și a migranților, prin crearea unor rute de călătorie mai sigure către Europa, controlând în același timp strict locurile unde aceștia pot merge. În practică, aceste soluții administrative au creat noi pericole pentru refugiați, permițând deportarea în țări nesigure și facilitând detenția lor pe termen nelimitat în condiții precare și uneori periculoase în tabere oficiale.

## Istoric
Rețelele grecești de solidaritate au fost activate în sprijinul refugiaților după sosirile din 2015. Evacuările de către poliție ale migranților nou-veniți din spațiile publice din jurul Pieței Victoria au atras activiști care au oferit resurse și au sprijinit protestele și grevele foamei conduse de refugiați. Parcul Pedion tou Areos din apropiere, ocupat de refugiații nou-veniți, a fost, de asemenea, evacuat de poliție. În urma evacuărilor din locurile publice ocupate, grupurile de solidaritate au ajutat la securizarea spațiilor abandonate ca locuințe ilegale pentru stabilirea refugiaților. La mijlocul anului 2017, se estima că între 2500 și 3000 de refugiați erau adăpostiți în locuințe ilegale în Atena. În august 2018, un sondaj informal a sugerat că existau 850 de persoane (dintre care, în total, 30% erau copii și 40% femei) care locuiau în cele șase colonii ilegale pentru refugiați din Atena.
Majoritatea coloniilor ilegale se bazau ferm pe principiile antirasismului, autogestionării, democrației directe și organizării neierarhice. În plus, coloniile ilegale din Atena pot fi împărțite în patru categorii: Colonii anarhiste care nu participă la ONG-uri și actori statali, precum Gini, Notara 26 și Themistokleus 58; Proiecte auto-organizate, conduse în principal chiar de refugiați, cum ar fi Acharnon, Hotel Oniro și Școala 5; Colonii feministe folosite doar de femei și copiii lor, cum ar fi colonia ilegală Strephi; City Plaza, care este condusă ca un proiect explicit politic de către grupuri de stânga, cu solidaritate din întreaga Europă.
O instanță greacă a decis în 2017 că trei colonii ilegale (City Plaza, Papouchadiko și Zoodochou Pigis 119) ar trebui evacuate. Primarul Atenei, Giorgos Kaminis, a susținut această decizie, spunând că această criză a refugiaților „nu legitimează pe nimeni să ocupe în mod arbitrar clădiri publice sau private pentru a găzdui aceste persoane”. În semn de protest, 700 de persoane au mărșăluit de la City Plaza la Ministerul Migrației din Piața Klafthmonos. Acțiuni de solidaritate în sprijinul coloniilor ilegale au avut loc în fața ambasadelor grecești din Austria, Belgia și Germania.
Mai multe locuințe ocupate ilegal au fost evacuate în aprilie 2019, inclusiv trei colonii ilegale pentru refugiați (Azadi, Clandestina și New Babylon). Cincizeci de refugiați evacuați au instalat o tabără de corturi în fața Parlamentului grec din Piața Syntagma. După câteva zile, au fost de acord să fie mutați în tabăra oficială Elaionas. La sfârșitul lunii august 2019, poliția a arestat aproximativ 100 de persoane în cadrul unor raiduri efectuate în zori în coloniile ilegale de refugiați. Noul primar Kostas Bakoyannis promisese că va lua măsuri și l-a criticat pe fostul primar Kaminis pentru că a fost prea indulgent. Cu o lună înainte, noul prim-ministru proaspăt ales (și unchiul lui Bakoyannis), Kyriakos Mitsotakis, din partidul Noua Democrație, promisese că va impune ordinea în districtul Exarcheia. Acest district central găzduia cel puțin 23 de cuiburi ilegale anarhiste și de refugiați fiind mult timp baza mișcărilor sociale de stânga radicală din Grecia. De asemenea, districtul Exarcheia s-a confruntat cu infracțiuni legate de droguri, violență și hărțuire sexuală. Localnicii din apropierea coloniilor ilegale s-au plâns de violența și infracțiunile care aveau loc în rândul migranților. Până la sfârșitul lunii septembrie 2019, fuseseră efectuate șapte astfel de locații, inclusiv de la Școala 5 și Spirou Trikoupi.
Ministerul Protecției Cetățenilor a emis o declarație pe 20 noiembrie 2019, în care se preciza: „Cei care au ocupat ilegal clădiri, publice sau private, sunt îndemnați să le evacueze [...] Termenul limită pentru evacuare este de cincisprezece zile de la publicarea acestui comunicat de presă.” Comentatorii au numit acest lucru un ultimatum și au menționat că termenul limită va expira pe 5 decembrie. La această dată, în anul 2008, Alexandros Grigoropoulos a fost ucis de poliție, eveniment care a declanșat revoltele din Grecia din 2008. Când a venit ziua aceea, ocupanții au refuzat să plece, iar marșuri în memoria lui Grigoropoulos au avut loc în 18 orașe. Evacuările s-au extins de la ocupanții migranților la centre sociale anarhiste. Când Noua Democrație a ridicat un brad de Crăciun în Piața Exarcheia în decembrie 2019, acesta a fost incendiat de anarhiști în solidaritate cu persoanele care fuseseră recent evacuate. Un brad înlocuitor a fost ridicat și incendiat câteva ore mai târziu.
În mai 2020, clădirea Themistokleus 58 a fost evacuată. Aproximativ 50 de refugiați, în principal din Congo și Siria, au fost escortați afară din clădire.

### Grupul de coordonare a coloniilor de refugiați
Coloniile ilegale din City Plaza, Notara 26, Oniro, Spirou Trikoupi, Arahovis, Școala 5, Școala Jasmin și Acarchon 22 s-au unit într-o organizație numită Grupul de coordonare a coloniilor de refugiați. În 2016, grupul de coordonare a declarat: „Atâta timp cât încearcă să evacueze coloniile ilegale, atâta timp cât construiesc tabere și centre de detenție, atâta timp cât există granițe - vom fi și noi acolo pentru a riposta și a lupta pentru o lume mai bună! Le vom arăta din nou ceea ce am dovedit deja, trăim împreună, luptăm și rezistăm împreună - pentru a apăra demnitatea fiecărui individ, pentru a apăra principiile noastre de solidaritate.”

### Colonia Școala 5
Colonia Likio Școala 5 se afla în Exarcheia. În 2018, aceasta găzduia aproximativ 200 de refugiați, în principal familii. Ea era autogestionată, locuitorii oferindu-se voluntari pentru a distribui donații de alimente și pentru a administra așezarea. Reprezentanții ONG-urilor nu erau bineveniți.Autogestionarea însemna că un fost lucrător sirian în tehnologia informației a instalat rețeaua wifi, un profesor de arabă din Siria ddădea lecții săptămânale, iar cineva care a studiat managementul hotelier la Damasc lucra în bucătărie.
Colonia a fost evacuată în septembrie 2019. Printre cei 143 de migranți evacuați se aflau femei și copii din Afganistan, Iran, Irak și Siria. Aceștia au fost duși în tabăra din Corint, la sud de Atena. Asociațiile părinților și profesorii au cerut returnarea a 12 copii care au fost luați din școlile locale.

### Colonia City Plaza
O coaliție de activiști pentru solidaritate cu refugiații, numită „Inițiativa de Solidaritate cu Refugiații Economici și Politici”, a deschis colonia ilegală City Plaza pe 22 aprilie 2016. Fostul Hotel City Plaza de la adresa 78 Acharnon, în Exarcheia, era închis din anul 2010, rămânând gol până ce a fost ocupat ilegal. Activiștii și refugiații s-au coordonat pentru a organiza și întreține Hotelul ca o alternativă la taberele administrate de stat, concentrându-se pe promovarea autonomiei și a libertății de a acționa a locuitorilor. Colonia City Plaza a solicitat drepturi pentru locuitorii săi autodefinindu-se ca Spațiu de Cazare și Solidaritate pentru Refugiați City Plaza.
Colonia ilegală City Plaza a servit, de asemenea, la familiarizarea rezidenților refugiați și a localnicilor din Atena prin tranzacțiile zilnice din piețele locale și ca un centru pentru activități radicale, inclusiv mobilizări pentru integrarea copiilor refugiați în instituțiile de învățământ și asistență medicală existente. Cu contraexemplul clădirii ocupate ilegal în sine, City Plaza a contestat narațiunea conform căreia nu există alternativă la taberele de refugiați. 
În primul său an, City Plaza a găzduit aproximativ 100 de familii, în principal din Afganistan și Siria, precum și irakieni, kurzi și pakistanezi. Până în 2017, existau 400 de persoane din zece țări diferite, care ocupau 110 camere în fostul hotel. Două grupuri de activiști implicate în colonie au fost Diktio (Rețeaua pentru Drepturi Politice și Sociale), un grup care lucrează pe teme precum antinaționalismul, prizonierii politici și luptele migrației, și Aren/Onra, un colectiv de tineri care a făcut parte din Syriza înainte de a părăsi coaliția după referendumul din 2015. Ocuparea a fost finanțată în întregime din donații private.
Imobilul ocupat a găzduit o serie de facilități administrate de rezidenți, inclusiv o clinică, o bucătărie comună și o cantină, o bibliotecă, o grădiniță, cursuri de greacă, engleză și germană, ateliere, cursuri de informatică și servicii de bază, cum ar fi un dentist, o farmacie și un coafor. Un grup de lucru format din rezidenți și activiști s-a întrunit pentru a selecta ocupanții camerelor disponibile. Alte 15 camere au fost puse la dispoziție pentru cei care lucrau în solidaritate cu proiectul. Rezidenții adulți erau obligați să lucreze într-o tură săptămânal, gătind sau curățând. Bucătăria servea 800 de porții în fiecare zi.
La sosire, refugiații completatu un formular în care precizau statutul lor legal și de ce ajutor aveau nevoie. Pe baza acestor informații, echipele medicale și juridice ofereau asistență.
Spre deosebire de majoritatea locuințelor ocupate ilegal de refugiați, City Plaza era proprietate privată, aparținând fostei actrițe Aliki Papahela, care a moștenit-o. Ea a susținut în 2016 că se afla în plin proces de vânzare a clădirii, iar ocupația a împiedicat-o să meargă mai departe. De asemenea, a spus că nu a putut plăti impozitele pe proprietate.
Refugiații și grupurile de solidaritate asociate au închis colonia ilegală pe 10 iulie 2019, la două zile după victoria electorală a partidului de dreapta Noua Democrație. Prioritatea ministrului nou numit, Michalis Chrisochoidis, era să-i forțeze pe refugiați să părăsească ocupația ilegală. Un anunț al grupului de solidaritate afirma că refugiaților li s-a oferit adăpost în alte locuri.
„We are City Plaza” a fost o expoziție care a avut loc la Paris, în aprilie 2018. A fost organizată de doi fotografi. care au împrumutat aparate de fotografiat timp de două săptămâni la 18 rezidenți, cu vârste cuprinse între 8 și 38 de ani. Rezidenții au surprins imagini din viața lor de zi cu zi, iar acestea au fost prezentate în expoziție.
În 2018 BBC a produs un documentar de 30 de minute, intitulat „Greece's Haven Hotel”, despre colonia ilegală City Plaza.

### Notara 26
Colonia de refugiați și imigranți Notara 26 (numită după adresa sa) a fost prima clădire goală deschisă ca adăpost pentru migranți în Exarcheia în septembrie 2015. Fostele birouri ale administrației fiscale găzduiau persoane din țări precum Afganistan, Algeria, Iran, Maroc și Siria. Până în vara anului 2016, găzduise 3500 de persoane. A funcționat pe principii antiautoritare și a refuzat să coopereze cu ONG-urile. Până în 2019, oferise cazare pentru peste 9000 de persoane.

### Spyros Trikoupis
Spyros Trikoupis a fost o clădire ocupată ilegal în Exarcheia. Adăpostea aproximativ nouăzeci de migranți din Afganistan, Eritreea, Iran sau Kurdistan. Clădirea ocupată ilegal era administrată de o adunare săptămânală regulată și avea un bar, o bibliotecă și săli de clasă pentru copii. În august 2019, Spyros Trikoupis a fost prima clădire ocupată ilegal care a fost percheziționată în cadrul politicii noului ales Kostas Bakoyannis. A fost evacuată de poliție, iar migranții au fost ridicați sub amenințarea armelor. Persoanele fără acte au fost duse în centre de detenție, iar solicitanții de azil au fost plasați în tabere de corturi.